# Andréa Onofre de Araújo
Andréa Onofre de Araújo (1979) es una botánica, curadora y profesora brasileña.
En 2000, obtuvo una licenciatura en Historia natural, por la Universidad Estatal Paulista; y, tanto la maestría en Biología Vegetal, en 2003; y, el doctorado por la Universidad de São Paulo, en 2007.
Es investigadora de la Universidad Federal del ABC, y del Instituto de Botánica de la Universidad Estatal Paulista.

## Algunas publicaciones
- m. Perret, a. Chautems, Andrea o. de Araujo, n. Salamin. 2013. Temporal and spatial origin of the Gesneriaceae in the New World inferred from plastid DNA sequences. Bot. J. of the Linn. Soc. 171: 61-79
- Andrea o. de Araujo, v.c. Souza, a. Chautems. 2012. Estudos taxonômicos em Gloxinieae (Gesneriaceae) notas nomenclaturais. Acta Botanica Brasílica 26: 891-900
- ------------------------------, ---------------, m. Perret. 2010. Chautemsia calcicola, a new genus and species of Gloxinieae (Gesneriaceae) from Minas Gerais, Brazil. Taxon 59: 203-208
- ------------------------------, ---------------, a. Chautems. 2010. Estudos taxonômicos em Gloxinia s.l. (Gesneriaceae) I: uma nova espécie do Mato Grosso do Sul, Brasil. Rodriguésia 61: S67-S72

### Capítulos de libros
- Andrea o. de Araujo, a. Chautems. 2010. Gesneriaceae. En: Rafaela Campostrini Forzza; Paula Moraes Leitman; etc. (orgs.) Lista de Espécies da Flora do Brasil. 1ª ed. Jardim Botânico do Rio de Janeiro, vol. 2, pp. 1107-1114
- a. Chautems, Andrea o. de Araujo. 2009. Gesneriaceae. En: A.M. GIULIETTI; L.P. QUEIROZ; A. RAPINI; J.M.C. SILVA (orgs.) Plantas raras do Brasil. 1ª ed. Feira de Santana: Conservação Internacional & Universidade Fed. Feira de Santana, pp. 187-190
- Andrea o. de Araujo, v.c. Souza. 2003. Marcgraviaceae. En: M.M.R.F. Melo; F. Barros; S.A.C. Chiea; M. Kirizawa; S.L. Jung-Mendaçoli; M.G.L. Wanderley (orgs.) Flora Fanerogâmica da Ilha do Cardoso (São Paulo). São Paulo: Instituto de Botânica, vol. 10, pp. 93-96

### Revisiones de ediciones
- 2007 - actual, Periódico: Acta Botanica Brasilica
- 2008 - actual, Periódico: Hoehnea (São Paulo)
- 2010 - actual, Periódico: Boletim de Botânica da USP
- 2011 - actual, Periódico: Revista Brasileira de Biociências

## Membresías
- de la Sociedad Botánica del Brasil[5]
- de la International Association for Plant Taxonomy (IAPT)[2]